# Równina Rynarzewska

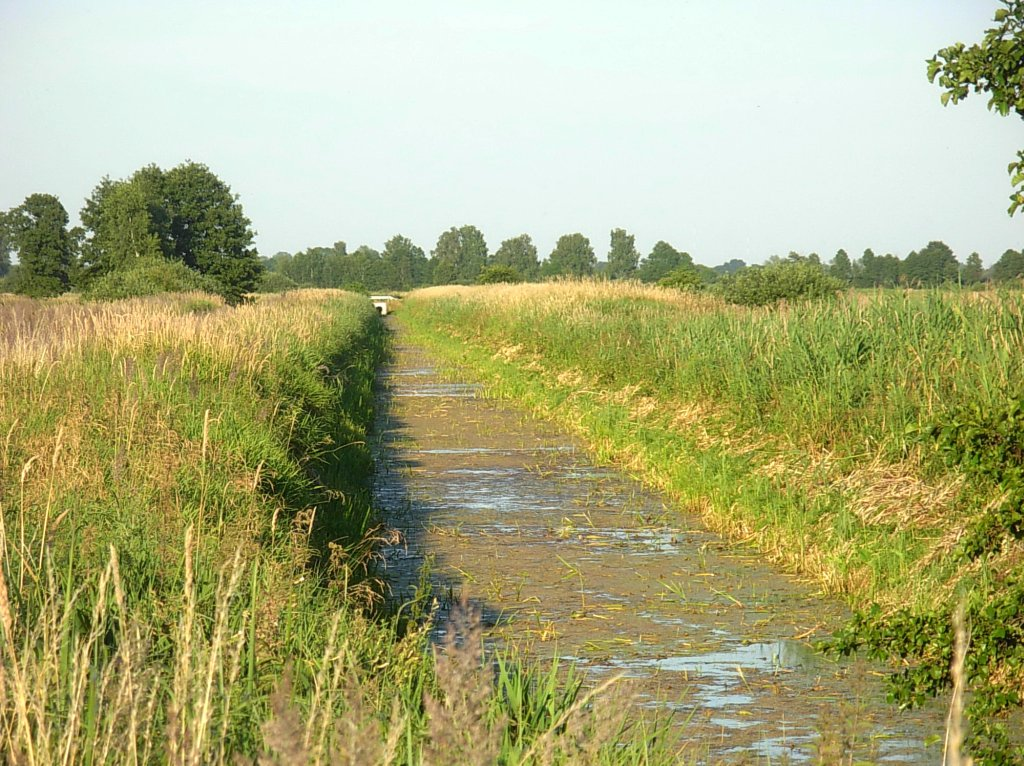
Kanały melioracyjne w Dolinie Kanału Noteckiego

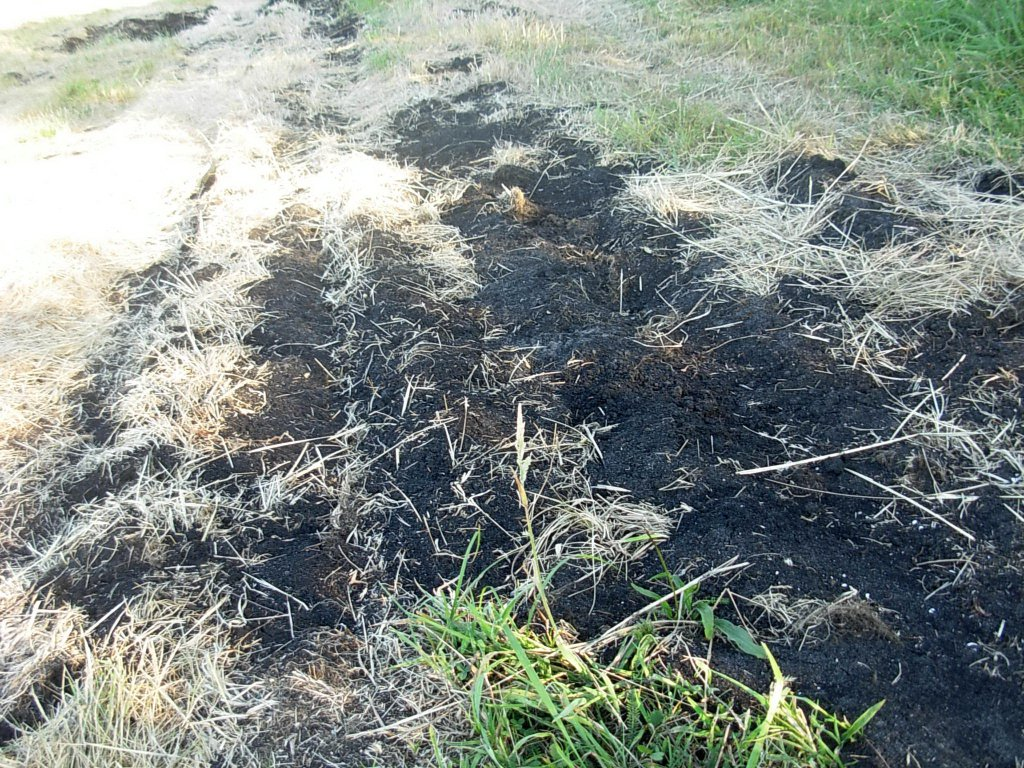
Gleby torfowe

Równina Rynarzewska (315.358) – mikroregion fizycznogeograficzny, stanowiący część mezoregionu Kotliny Toruńskiej.

## Położenie
Mikroregion zajmuje teren położony na południowy zachód od Bydgoszczy w rejonie płaskiej i rozległej doliny, którą płynie Noteć i Kanał Górnonotecki.
Z powodów morfologicznych i krajobrazowych wydziela się części:
- Równina Lipnicka (315.358.01) – terasa pradolinna na wysokości 67–69 m n.p.m. w północnej części mikroregionu; graniczy z mikroregionami Terasa Łochowska i Wydmy Puszczy Bydgoskiej, nazwa pochodzi od miejscowości Lipniki;
- Dolina Kanału Noteckiego (315.358.02) – erozyjne, szerokie obniżenie w południowej części Kotliny Toruńskiej; w krajobrazie dominują łąki (tzw. Bydgoskie Łąki Nadnoteckie);
- Dolina Noteci (315.358.03) – obniżenie, w którym płynie Noteć, położona w północno-zachodniej części mikroregionu, na zachód od Rynarzewa.

## Charakterystyka
Równina Lipnicka stanowi pradolinny obszar terasowy pokryty piaskami zalegającymi na osadach fluwioglacjalnych oraz glinie morenowej. Lokalnie gliny występują płytko pod powierzchnią (1,5–2,5 m), co sprzyja żyzności siedlisk. Stosunkowo płytko występują również wody podziemne (1,5–2 m). Stosunki wodne są uregulowane poprzez sieć kanałów melioracyjnych. Pod względem użytkowania ziemi mikroregion reprezentuje krajobraz rolniczo-leśny. Grunty orne zajmują gleby o słabej przydatności rolniczej (bielicowe, murszowate, brunatne wyługowane). Gleby torfowo-mułowe i torfowe-murszowe zajmują łąki i pastwiska. W mikroregionie występuje rozproszona zabudowa wiejska (Murowaniec, Lipniki, Ciele) oraz kompleksy działek rekreacyjnych (Drzewce, Murowaniec, Kruszyn Krajeński, Jezioro Jezuickie Małe). Tereny leśne zajmują siedliska boru świeżego, lokalnie boru suchego. Tereny podmokłe i zatorfione zajmują olsy.
Dolina Kanału Noteckiego jest rozległym obniżeniem erozyjnym, pokrytym warstwą namułów torfowych i torfów o grubości 1-2 m. Dominują tu użytki zielone, zaś odpływ wód powierzchniowych reguluje sieć rowów melioracyjnych. W mikroregionie dominują gleby klasy III–IV (torfowo-mułowe, torfowo-murszowe, lokalnie czarne ziemie). Nie ma tutaj lasów, lecz występują zadrzewienia liniowe i płatowe olszy czarnej, topól i wierzb. Płynie tędy Noteć oraz Kanał Górnonotecki, zbudowany w 1774 r., przebudowany w 1882 r. Brzegi kanału są ogroblowane i obsadzone szpalerem topól. W Dębinku znajduje się wodny węzeł rozrządowy, gdzie na odcinku 600 m poprzez dwie śluzy i trzy jazy następuje podział nurtu wodnego (w sposób umożliwiający regulację) na dwie odnogi: jedną zasilającą Noteć i drugą poprowadzoną do Kanału Bydgoskiego.
Podobny krajobraz posiada Dolina Noteci, z tym że dolina jest węższa, ograniczona od północnego wschodu poziomami terasy IX, a od południowego zachodu wysoczyzną morenową należącą do mezoregionu Pojezierze Gnieźnieńskie.

### Ochrona przyrody
Mikroregiony: Dolina Kanału Noteckiego i Dolina Noteci posiadają obszary chronione w sieci Natura 2000 – Równina Szubińsko-Łabiszyńska (PLH040029). W pobliżu kanału znajduje się rezerwat przyrody Ostrów koło Pszczółczyna, w którym chroni się naturalny drzewostan z lipą szerokolistną.